# Charaxes praestantius
Charaxes praestantius är en fjärilsart som beskrevs av Hans Fruhstorfer 1914. Charaxes praestantius ingår i släktet Charaxes och familjen praktfjärilar. Inga underarter finns listade i Catalogue of Life.